# みんなのうた (サザンオールスターズの曲)
「みんなのうた」は、サザンオールスターズの楽曲。自身の24作目のシングルとして、タイシタレーベルから8cmCD・7インチレコード・カセットテープでちょうどデビュー10周年となる1988年6月25日に発売された。
1998年2月11日にも8cmCDとして、2005年6月25日には12cmCDで再発されている。また、2014年12月17日からはダウンロード配信、2019年12月20日からはストリーミング配信が開始されている。

## 背景・リリース
1985年発売のアルバム『KAMAKURA』を最後に活動休止中であったサザンが再活動してからの初となるシングル。シングルでは「メロディ (Melody)」以来約3年ぶりとなる復帰作品である。また、サザン自身元号が「昭和」の間にリリースされた最後のシングル曲でもある。
本作発売と同日にはこれまでのシングル23作品もリマスタリングを施されCD盤で再発されており、本作からはCDシングルも同時リリースされるようになった。
この作品の直後には、桑田佳祐のソロアルバム『Keisuke Kuwata』が発売されている。このアルバムの製作に関わった小林武史は、桑田の信頼もあって、本作以降編曲やサポートミュージシャンとして長らく関わることとなる。

## 収録曲
- 収録時間：9:12

1. みんなのうた (4:17)
（作詞・作曲：桑田佳祐 / 編曲：サザンオールスターズ & 小林武史）
映画『彼女が水着にきがえたら』挿入歌[注釈 1]。アサヒ飲料「三ツ矢サイダー」CMソング[注釈 2]。ユニクロ「LifeとWear/2024ブラトップ おでかけ」CMソング[注釈 3]。
歌詞が完成していない時点で桑田は、タイトルは「みんなのうた」に決めていたという[5]。発表された音源はポップなアレンジであるが、制作当初はエレファントカシマシやTHE ROCK BANDのようなアレンジで、歌詞も「学校の先公が」などといった反抗的な内容だったと桑田が明かしている[7]。
ミュージック・ビデオは次作の「女神達への情歌 (報道されないY型の彼方へ)」のビデオ・シングルに収録されており、映像中には疑似ライブも収録され、CD音源には収録されていない歓声なども挿入されている。
テレビ朝日系列音楽番組『ミュージックステーション』に初出演した際に「Big Star Blues (ビッグスターの悲劇)」と共に披露した楽曲でもある[8]。披露時には同じ回に出演していた光GENJIとチェッカーズがステージ上で共演する演出が放送された[9]。
ライブなどで披露される際は、観客が腕をワイパーのように振っている[10]。また、野外ステージで本楽曲が演奏される際は、桑田がホースを持ち観客に水を放水するのが恒例になっている[11]。2010年代のライブ演奏からは「あの日から何度目の～」から始まるオーバーチュアが歌われており、歌詞の内容は会場や時期によってその都度変わっている[12][11][注釈 4]。
山下達郎はこの楽曲を気に入っている[7]。
さかなクンは『サワコの朝』（TBS系列）2012年5月5日放送分にて「記憶の中で今もきらめく曲」として本楽曲を挙げており、少年時代に母に水族館に連れて行ってもらう車中でよく聴いていた楽曲であったという[14]。
2. おいしいね 〜傑作物語 (4:55)
（作詞・作曲：桑田佳祐 / 編曲：サザンオールスターズ & 小林武史）
表題曲と対照的に音楽業界への批判が歌詞に綴られた楽曲[15]。
前述のとおり、ソロアルバム『Keisuke Kuwata』と『みんなのうた』の発売の時期が重なってしまい、ソロとサザンの作業を並行して行うことになってしまったことに対する桑田のストレスが生んだ曲と言われている。
indigo la Endのドラマーの佐藤栄太郎がこの曲を気に入っており、「涙が出るぐらい好きな曲です」と語っている[15]。

## 参加ミュージシャン
- 桑田佳祐:Vocal(#1,2)
- 大森隆志:Guitar, Chorus(#1,2)
- 原由子:Keyboards, Chorus(#1,2)
- 関口和之:Bass, Chorus(#1,2)
- 松田弘:Drums, Chorus(#1,2)
- 野沢秀行:Percussion, Chorus(#1,2)

- みんなのうた
  - 小林武史:Synthesizer, Keyboards
  - 藤井丈司:Synthesizer Programming
- おいしいね ～傑作物語
  - 小林武史:Synthesizer, Keyboards
  - 藤井丈司:Synthesizer Programming
  - 松本治:Trombone

## 収録アルバム
| 曲名                  | 作品名                                    | 備考                             |
| --------------------- | ----------------------------------------- | -------------------------------- |
| みんなのうた          | すいか SOUTHERN ALL STARS SPECIAL 61SONGS | 数量限定商品のため、現在は廃盤。 |
| みんなのうた          | HAPPY!                                    | 数量限定商品のため、現在は廃盤。 |
| みんなのうた          | 海のYeah!!                                |                                  |
| おいしいね ～傑作物語 | すいか SOUTHERN ALL STARS SPECIAL 61SONGS | 数量限定商品のため、現在は廃盤。 |
| おいしいね ～傑作物語 | HAPPY!                                    | 数量限定商品のため、現在は廃盤。 |

## ミュージック・ビデオ収録作品
| 曲名                  | 作品名                                      | 備考                       |
| --------------------- | ------------------------------------------- | -------------------------- |
| みんなのうた          | 女神達への情歌 (報道されないY型の彼方へ)    | 現在は廃盤。               |
| みんなのうた          | SPACE MOSA 〜SPACE MUSEUM OF SOUTHERN ART〜 | 一部のみ収録。現在は廃盤。 |
| おいしいね ～傑作物語 | 未収録                                      |                            |

## ライブ映像作品
| 曲名                  | 作品名                                                                                                  | 備考 |
| --------------------- | --- | --- |
| みんなのうた          | 歌う日本シリーズ 1992〜1993 LIVE at YOKOHAMA ARENA 29th Dec.1992                                        | |
| みんなのうた          | ホタル・カリフォルニア                                                                                  | |
| みんなのうた          | 平和の琉歌 〜Stadium Tour 1996 "ザ・ガールズ万座ビーチ" in 沖縄〜                                       | DVD版のエクストラメニュー「Stadium Tour 1996 "ザ・ガールズ万座ビーチ"」に一部のみ収録。                  |
| みんなのうた          | 1998 スーパーライブ in 渚園                                                                             | |
| みんなのうた          | SUMMER LIVE 2003「流石だスペシャルボックス」胸いっぱいの “LIVE in 沖縄” & 愛と情熱の “真夏ツアー完全版” | |
| みんなのうた          | 真夏の大感謝祭 LIVE                                                                                     | |
| みんなのうた          | 桑田佳祐の音楽寅さん 〜MUSIC TIGER〜 あいなめBOX                                                        | 桑田佳祐ソロ名義の作品。特典映像DISC「サザンオールスターズ SPECIAL LIVE IN 建長寺」に収録。              |
| みんなのうた          | SUPER SUMMER LIVE 2013 「灼熱のマンピー!! G★スポット解禁!!」 胸熱完全版                                 | |
| みんなのうた          | おいしい葡萄の旅ライブ –at DOME & 日本武道館-                                                           | |
| みんなのうた          | LIVE TOUR 2019 “キミは見てくれが悪いんだから、アホ丸出しでマイクを握ってろ!!” だと!? ふざけるな!!       | 完全生産限定盤のボーナスディスクに収録。『ROCK IN JAPAN FESTIVAL 2018』での歌唱シーン。                  |
| みんなのうた          | 茅ヶ崎ライブ2023                                                                                        | |
| みんなのうた          | THANK YOU SO MUCH                                                                                       | 完全生産限定盤のスペシャルディスクに収録。『ROCK IN JAPAN FESTIVAL 2024 in HITACHINAKA』での歌唱シーン。 |
| おいしいね ～傑作物語 | おいしい葡萄の旅ライブ –at DOME & 日本武道館-                                                           | |